# Heinrich Christian von Attems-Heiligenkreuz

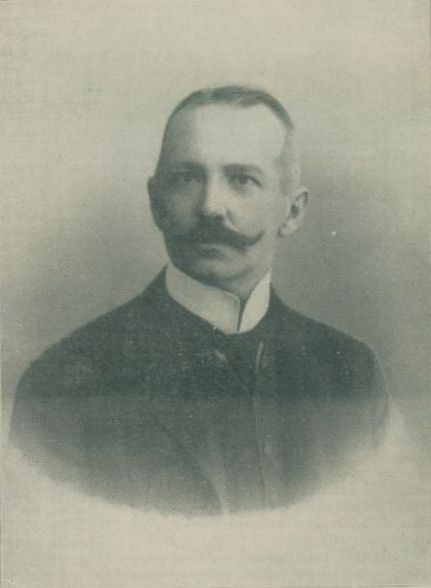
Heinrich Gf. v. Attems-Heiligenkreuz

Heinrich Christian Graf von Attems-Heiligenkreuz (* 13. Oktober 1858 in Ödenburg; † 12. Jänner 1937 in Salzburg) war der  letzte österreichische k. k. Landespräsident im Herzogtum Krain und Geheimer Rat.

## Familie
Heinrich Christian Graf von Attems-Heiligenkreuz wurde als Sohn von Anton August Paul Graf von Attems-Heiligenkreuz (1819–1909) und Josefa Gräfin Mistruzzi-Freysingher (1830–1909) geboren. Er heiratete Maria Gräfin Ceschi (1866–1922) in Trient am 8. Juni 1896. Das Paar hatte drei Töchter:
- Leopoldine (* 1897) ⚭ 1925 Nikolaus Freiherr Pfusterschmid von Hardtenstein
- Hildegarde (1898–1954) ⚭ 1922 Ferdinand  Goldegg von und zu Goldegg und Lindenburg (1897–1944)
- Josepha (* 1906) ⚭ 1926 Norbert Graf von Thun und Hohenstein

Sein Bruder Marius Anton (1862–1947), war der  letzte österreichische k. k. Statthalter von Dalmatien, sein anderer Bruder Viktor Karl (1864–1947) der letzte Präsident der österreichischen Seebehörde in Triest und Träger des Komturkreuzes des Franz-Joseph-Ordens.

## Leben
Heinrich Christian trat 1880 in Laibach in den Staatsdienst ein.
Vom 26. September 1890 bis 31. März 1894 war er Bezirkshauptmann von Luttenberg, vom 31. März 1894 bis 1896 von Leibnitz, vom 4. Juni 1896 bis 24. April 1901 von Cilli und von 1901 bis 1902 von Görz. 1911 berief ihn das Ministerium des Innern als Vizepräsident von Triest. Vom 18. April 1916 bis 31. Oktober 1918 amtierte er als letzter Landespräsident des Herzogtums Krain.